# Teluk Tolo
Teluk Tolo är en bukt i Indonesien.   Den ligger i provinsen Sulawesi Tengah, i den centrala delen av landet, 1 800 km öster om huvudstaden Jakarta.